# ლ
Lasi (asomtavruli Ⴊ, nuskhuri ⴊ, mkhedruli ლ) es la duodécima letra del alfabeto georgiano.
En el sistema de numeración georgiano tiene un valor de 30.
Lasi representa comúnmente la aproximante lateral alveolar /l/ como la pronunciación de L en "loro".

## Letra

Escritura simplificada

En la escritura manuscrita en el estilo mjedruli, lasi tiene una forma alternativa más sencilla con un solo arco.
Además, cuando en la escritura manuscrita lasi se escribe en su forma plena con los tres arcos, estos, al contrario que en su forma impresa, no suelen tener el mismo tamaño sino que el primero aparece mayor y los otros dos se trazan a continuación más pequeños, como si fueran jorobas del primer arco.
| asomtavruli | nuskhuri | mkhedruli |
| ----------- | -------- | --------- |
|             |          |           |

## Codificación digital
| asomtavruli | nuskhuri | mkhedruli |
| ----------- | -------- | --------- |
| U + 10AA    | U + 2D0A | U + 10DA  |

## Braille
| mkhedruli |
| --------- |
|           |

## Uso

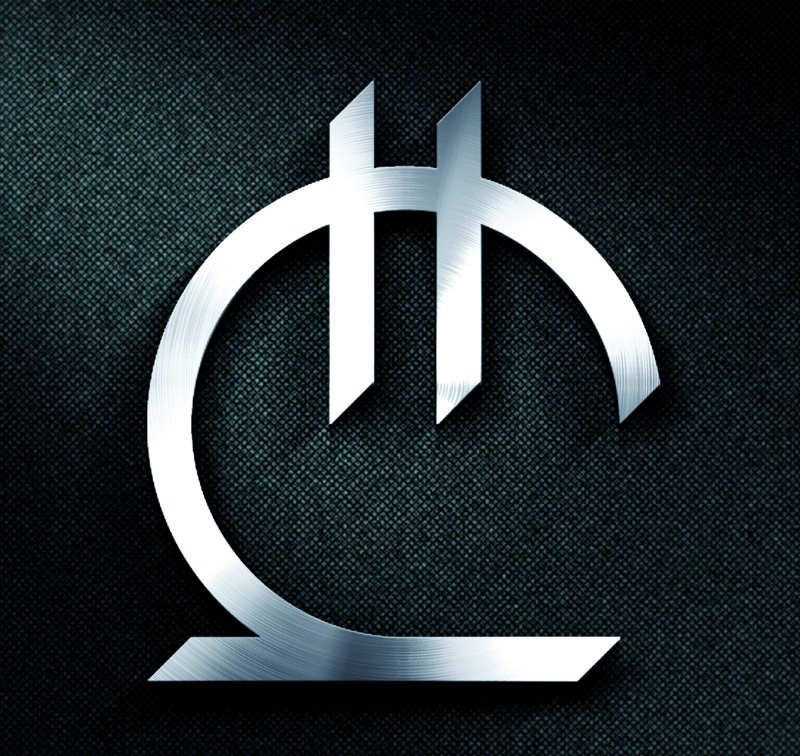
₾

La letra lasi en mkhedruli (ლ) era el símbolo monetario tradicional que se usaba para representar la moneda del país, el lari georgiano.
El 8 de julio de 2014, Giorgi Kadagidze, gobernador del Banco Nacional de Georgia (NBG), introdujo un símbolo específico, a partir del concurso para decidir el nuevo signo de la moneda nacional. Fue revelado al público tanto el símbolo como su autor, de forma que el lari georgiano pasó a tener su propio signo.